# 放光寺 (堺市)
放光寺（ほうこうじ）は、大阪府堺市にある高野山真言宗の寺院。

## 歴史
寺伝によれば、白鳳年間（661年-683年）に役行者の開基とされ、天平年間（729年-749年）に行基が観音像を安置、放光寺と名付けたという。
その後、神鳳寺、野中寺と共に畿内三曹坊として金堂、大日堂、権現堂、蔵王堂、経堂などの諸堂を構える大伽藍となったが、天正の兵火で全堂が灰燼に帰した。
江戸時代初期の承応4年（1652年）に神鳳寺の快円和尚の弟子・智玄坊により再興されたが、往時の堂宇には及ばず、歳月の経過と共に荒廃、維持することも困難となり、明治5年には方丈、土蔵数棟を残して売却された。
大正3年、同所の多聞寺と合併し、本尊の毘沙門天を安置、寺観も整い始め現在に至る。

## 交通
- 泉北鉄道栂・美木多駅より徒歩20分
- 南海バス「美木多」下車、徒歩5分